# It Only Hurts When I Laugh!
It Only Hurts When I Laugh! é uma série televisiva americana que estreou na truTV em 22 de outubro de 2009. O programa apresenta momentos hilários capturados em fita. Ao contrário de America's Funniest Home Videos, este usa um narrador ao longo do show que é o Alexandre Moreno (dublador), no entanto, é o primeiro show truTV a ter membros da audiência rindo em segundo plano (ainda não sido provado se as risadas são reais ou não), apesar de algumas cenas no show terem riso real. 
Este show, junto com o AFHV, às vezes utiliza efeitos de som para se divertir. A 2ª temporada estreou em 15 de abril de 2010. A 3ª temporada começou em 11 de outubro de 2010. No Brasil, o programa é exibido pelo canal Liv, da Discovery Networks. É produzido pela Genco Entertainment.